# المدارية (الملاجم)

تعديل مصدري - تعديل

المدارية هي إحدى قرى عزلة ال غشام الملاجم بمديرية الملاجم التابعة لمحافظة البيضاء، بلغ تعداد سكانها 372 نسمة حسب تعداد اليمن لعام 2004.